# ویزنتاو
ویزنتاو (به آلمانی: Wiesenthau) یک شهر در آلمان است که در فورشایم واقع شده‌است. ویزنتاو ۱٬۷۰۶ نفر جمعیت دارد.